# Музей Меру
Музей Меру (англ. Meru Museum) открыт в 1974 году в историческом здании 1916 года постройки в городе Меру.

## О музее
Музей посвящён культурным и историческим аспектам жизни народа Меру.
Помимо прочего, в музее есть сад лекарственных растений, а также действует театр.
Здание, в котором расположен музей, в колониальную эпоху служило административным центром для региона горы Кения, потом в нём работал районный комиссар. Когда здание освободилось от административной функции, в нём было решено открыть музей.